# Zduša
Zduša – wieś w Słowenii, w gminie Kamnik. W 2018 roku liczyła 96 mieszkańców.